# Komitat Brassó
Komitat Brassó (węg. Brassó vármegye, rum. Comitatul Brașov) – komitat Królestwa Węgier. W 1910 roku liczył 101 199 mieszkańców, a jego powierzchnia wynosiła 1499 km². Jego stolicą był Braszów.
Graniczył z komitatami Fogaras, Háromszék i Nagy-Küküllő.
W wyniku podpisania traktatu w Trianon w 1920 roku obszar komitatu znalazł się w granicach Królestwa Rumunii.